# Marc-Antoine Pouliot
Marc-Antoine Pouliot (* 22. Mai 1985 in Québec City, Québec) ist ein schweizerisch-kanadischer Eishockeyspieler, der seit Mai 2021 beim Genève-Servette HC aus der Schweizer National League unter Vertrag steht und dort auf der Position des Centers spielt. Zuvor war Pouliot unter anderem für die Edmonton Oilers, Tampa Bay Lightning und Phoenix Coyotes in der National Hockey League (NHL) aktiv.

## Karriere
Marc-Antoine Pouliot begann seine Karriere als Eishockeyspieler bei den Océanic de Rimouski, für die er von 2001 bis 2005 in der Ligue de hockey junior majeur du Québec (LHJMQ) aktiv war, und mit denen er 2005 den Coupe du Président als LHJMQ-Meister gewann. In dieser Zeit wurde er im NHL Entry Draft 2003 in der ersten Runde als insgesamt 22. Spieler von den Edmonton Oilers ausgewählt, für die er in der Saison 2005/06 sein Debüt in der National Hockey League (NHL) gab, wobei er jedoch den Großteil der Spielzeit bei deren Farmteam, den Hamilton Bulldogs aus der American Hockey League (AHL), verbrachte.
Nachdem Pouliot in den folgenden beiden Spielzeiten jeweils teilweise für die AHL-Teams Wilkes-Barre/Scranton Penguins und Springfield Falcons aufgelaufen war, absolvierte der Center in der Saison 2008/09 seine erste komplette NHL-Spielzeit, in der er 20 Scorerpunkte in 63 Spielen erzielte. Nach der Spielzeit 2009/10, während der er verletzungsbedingt für mehrere Monate ausfiel, wurde er zum Free Agent und unterschrieb im Juli 2010 einen Kontrakt bei den Tampa Bay Lightning. Diese setzten ihn in der folgenden Saison überwiegend im Farmteam bei den Norfolk Admirals ein, bei denen Pouliot mit 72 Punkten aus 69 Spielen bester Scorer der regulären Saison war. Im Juni 2011 gaben ihn die Tampa Bay Lightning im Austausch für ein Siebtrunden-Wahlrecht im NHL Entry Draft 2011 an die Phoenix Coyotes ab, wo er sich in der folgenden Saison erneut nicht im NHL-Kader etablieren konnte und zumeist für das Coyotes-Farmteam Portland Pirates auf dem Eis stand.
Im Sommer 2012 entschied sich Pouliot für einen Wechsel nach Europa und unterschrieb einen Vertrag über eine Spielzeit inklusive NHL-Ausstiegsklausel beim EHC Biel aus der National League A (NLA). Zur Saison 2013/14 wechselte er innerhalb der Liga zu Fribourg-Gottéron, die seinen Vertrag nach ansprechenden Leistungen in der Spielzeit 2013/14 um zwei Jahre verlängerten. Im Oktober 2016 wurde er zunächst vom Verein suspendiert und wechselte Ende des Monats innerhalb der Liga zurück zum EHC Biel. In Biel kehrte er zu seiner alten Größe zurück und scorte in 33 Partien 31 Punkte. Im Anschluss an die Saison 2016/17 verlängerte Pouliot seinen Kontrakt beim EHC Biel um eine weitere Saison. Zur Spielzeit 2021/22 unterzeichnete Pouliot einen Einjahresvertrag plus Option auf eine weitere Saison beim Genève-Servette HC.

### International
Für Kanada nahm Pouliot an der U18-Junioren-Weltmeisterschaft 2003 teil, bei der er mit seiner Mannschaft Weltmeister wurde.

## Erfolge und Auszeichnungen
| - 2003 Teilnahme am CHL Top Prospects Game - 2005 Coupe-du-Président-Gewinn mit den Océanic de Rimouski - 2005 LHJMQ First All-Star Team - 2005 George Parsons Trophy | - 2012 Spengler-Cup-Gewinn mit dem Team Canada - 2016 Spengler-Cup-Gewinn mit dem Team Canada - 2023 Schweizer Meister mit dem Genève-Servette HC - 2024 Champions-Hockey-League-Gewinn mit dem Genève-Servette HC |

### International
- 2003 Goldmedaille bei der U18-Junioren-Weltmeisterschaft

## Karrierestatistik
Stand: Ende der Saison 2024/25

### International
Vertrat Kanada bei:
- U18-Junioren-Weltmeisterschaft 2003

(Legende zur Spielerstatistik: Sp oder GP = absolvierte Spiele; T oder G = erzielte Tore; V oder A = erzielte Assists; Pkt oder Pts = erzielte Scorerpunkte; SM oder PIM = erhaltene Strafminuten; +/− = Plus/Minus-Bilanz; PP = erzielte Überzahltore; SH = erzielte Unterzahltore; GW = erzielte Siegtore; 1 Play-downs/Relegation; Kursiv: Statistik nicht vollständig)